# 3. Magdeburgisches Infanterie-Regiment Nr. 66
Das 3. Magdeburgische Infanterie-Regiment Nr. 66 war ein Infanterieverband der Preußischen Armee.

## Geschichte
Das Regiment wurde am 5. Mai 1860 (Stiftungstag) als 26. kombiniertes Infanterie-Regiment aus den drei Landwehr-Stamm-Bataillonen des 26. Landwehr-Regiments aufgestellt und am 4. Juli des selbigen Jahres als 3. Magdeburgisches Infanterie-Regiment (Nr. 66) etatisiert. Ab dem 7. Mai 1861 führte der Verband bis zur Auflösung 1919 die Bezeichnung 3. Magdeburgisches Infanterie-Regiment Nr. 66. Mit dem 1. Magdeburgischen Infanterie-Regiment Nr. 26 bildete es die 13. Infanterie-Brigade.
Zunächst waren der Stab und das I. Bataillon in Stendal, das II. Bataillon in Burg und das Füsilier-Bataillon in Neuhaldensleben stationiert. Anfang Juni 1860 kamen Stab, I. und Füsilier-Bataillon nach Magdeburg. Das II. Bataillon befand sich ab 1864 in Halle (Saale), ehe das Regiment 1865 vollständig seine Garnison in Magdeburg bezog.
Nach dem Deutschen Krieg gab der Verband am 27. September 1866 die 13., 14. und 15. Kompanie an das Infanterie-Regiment Nr. 79 ab. Weitere Abgaben waren am 1. April 1881 die 6. Kompanie an das Infanterie-Regiment Nr. 98 und sechs Jahre später die 8. Kompanie an das Infanterie-Regiment Nr. 136.

### Deutscher Krieg
Im Deutschen Krieg nahm es bei der I. Armee an den Schlachten bei Münchengrätz und Königgrätz sowie dem Gefecht bei Pressburg teil.

### Deutsch-Französischer Krieg
Im Deutsch-Französischen Krieg kämpfte es als Teil der IV. Armee bei Beaumont und Sedan. Vom 19. September 1870 bis zum 28. Januar 1871 war es in die Einschließung und Belagerung von Paris eingebunden.

### Erster Weltkrieg
Nach der Mobilmachung wurde das Regiment im Verbund der 13. Infanterie-Brigade an der Westfront eingesetzt. Zwar kam das Infanterie-Regiment Nr. 66 nicht bei der Eroberung von Lüttich zum Einsatz, dafür wenige Tage später in der Schlacht an der Gette und der Schlacht bei Mons. Danach kam es an den Kämpfen an der Somme und an der Aisne zum Einsatz. Danach war es in einige Stellungskämpfe in Flandern verwickelt. 1915 verharrte das Regiment beinahe bewegungslos im Stellungskrieg. 1916 kämpft es erneut an der Somme, blieb jedoch in Stellungskämpfe in den Flandern verwickelt. Im darauffolgenden Jahr nahm es an der Schlacht bei Arras teil und nahm den Rest des Jahres erneut in den Flandern wahr. 1918 kämpfte es in der Abwehrschlacht zwischen Oise und Aisne und war in Stellungskämpfe im Raum Champagne verwickelt, bevor es sich unter Druck der alliierten Maas-Argonnen-Offensive zurückzog. Am 12. November 1918, den Tag nach der Ratifizierung des Waffenstillstands von Compiègne, räumte es alle besetzten Gebiete und begab sich in Richtung Heimat.
Während des Krieges hatte das Regiment an Gefallenen 104 Offiziere sowie 2592 Unteroffiziere und Mannschaften zu beklagen.

### Verbleib
Das Regiment wurde ab dem 24. Dezember 1918 in der Garnison Magdeburg bis Ende Februar 1919 demobilisiert und schließlich aufgelöst. Aus Teilen bildete sich bereits Mitte Dezember 1918 Freiformationen, die zur III. Abteilung des Landesjägerkorps traten. Weitere Teile gingen Mitte April 1919 zum Freiwilligen-Regiment Magdeburg. Beide Formationen wurden mit der Bildung der Reichswehr in das Reichswehr-Infanterie-Regimenter 31 und 7 übernommen.
Die Tradition übernahm in der Reichswehr durch Erlass des Chefs der Heeresleitung General der Infanterie Hans von Seeckt vom 24. August 1921 die in Magdeburg stationierte 10. Kompanie des 12. Infanterie-Regiments.

### Erinnerung
1875 wurde vom Offizierskorps auf dem Kasernenhof ein Denkmal für die in den Einigungskriegen gefallenen Soldaten errichtet.

## Regimentschef
Zum ersten Regimentschef ernannte König Wilhelm I. am 24. August 1869 den preußischen General der Infanterie Gustav von Alvensleben, der diese Funktion bis zu seinem Tod am 30. Juni 1881 ausfüllte. Am 17. Mai 1902 übertrug Wilhelm II. dem spanischen König Alfons XIII. diese Würde.

## Kommandeure
| Dienstgrad            | Name                                  | Datum                                |
| --------------------- | ------------------------------------- | ------------------------------------ |
| Oberst                | Hugo von Kirchbach                    | 08. Mai 1860                         |
| Oberstleutnant        | Adolf von Blanckensee                 | 29. Januar 1863                      |
| Oberst                | Hugo von Bismarck                     | 15. September 1866                   |
| Major                 | Alexander Finck von Finckenstein      | 22. Juli bis 30. August 1870         |
| Oberstleutnant/Oberst | Hugo von Rauchhaupt                   | 12. September 1870                   |
| Oberstleutnant        | Heinrich Ludwig Johannes Bechstatt    | 15. Oktober 1874                     |
| Oberst                | Gustav Meißner                        | 12. März 1881                        |
| Oberst                | Hermann von Rhaden                    | 06. Juli 1886                        |
| Oberst                | Moritz von Lettow-Vorbeck             | 18. September 1886 bis 21. März 1889 |
| Oberstleutnant        | Wilhelm von Holleben                  | 22. März 1889                        |
| Oberst                | Oskar von Hugo                        | 18. August 1892                      |
| Oberst                | Karl Hartog                           | 17. Juni 1893                        |
| Oberst                | Paul Winckler                         | 22. März 1897                        |
| Oberst                | Bertram von Heydebreck                | 25. März 1899                        |
| Oberst                | Wilhelm von Dehn-Rotfelser            | 02. Mai 1900                         |
| Oberst                | Adolf Digeon von Monteton             | 02. Mai 1904                         |
| Oberst                | Richard von Bodungen                  | 27. Januar 1908                      |
| Oberstleutnant/Oberst | Leo Sontag                            | 18. Oktober 1908                     |
| Oberst                | Max von Schmettau                     | 19. November 1909                    |
| Oberstleutnant        | Hermann von Dresler und Scharfenstein | 22. März 1912                        |
| Oberst                | Alfred von Quadt-Wykradt-Hüchtenbruck | 02. August 1914                      |
| Oberst                | Hermann von Balcke                    | 15. Oktober 1914                     |
| Oberst                | Julius von Stöcklern zu Grünholzek    | 25. Februar 1905                     |
|                       | Malte Schrader                        | 26. Juli 1918                        |
|                       | Hermann Czettritz                     | 10. Januar 1919                      |